# Olonkho
L'Olonkho est un genre poétique chanté a cappella de la tradition orale iakoute. Présente dans l'espace culturel turco-mongol, l'épopée constitue le texte unique de ce genre. Les motifs et types varient tout en suivant un canon fondamental déterminé.